# 廖慧儀
廖慧儀（英語：Jessica Liu Wai Yee；1996年7月2日—），香港女模特兒及瑜珈導師，《2020年度香港小姐競選》十強，現為無綫電視經理人合約藝員。2022年加入J2台，是22位J2ers之一。

## 簡歷
廖慧儀從小在粉嶺長大，曾就讀東華三院港九電器商聯會小學上午校（2002 - 2008年）及基督教香港信義會心誠中學（2008 - 2014年），唸小學期間曾為校內體操隊及排球隊成員，於2006至2007年度「全港小學校際體操比賽」取得女子新秀組團體賽第一名；而就讀中學期間亦有參與該校的女子手球隊，並曾於2011年出戰「全國中學生手球錦標賽」。2014年中學畢業後，她入讀香港中文大學專業進修學院旅遊及款待服務管理高級文憑課程，2016年升讀香港中文大學工商管理學院酒店及旅遊管理學院（酒店管理學系），在校時曾兼職 NOBU InterContinental Hong Kong 餐廳實習生、Primo Management Limited 模特兒和都會海逸酒店接待處實習生。
2019年畢業後，廖慧儀從事瑜珈導師及國泰航空的空中服務員工作，2020年7月選擇參加該年度的《香港小姐競選》，入選後辭任空中服務員，初選期間被媒體稱呼為「狂野空姐」，除了躋身決賽十強之列，亦獲視為有望奪冠的參賽佳麗。然而受負面新聞影響，她於決賽第六節止步而未能晉級五強，落選後在同年9月加入無綫電視和成為旗下經理人合約藝員，但不久又惹起負面傳聞。2021年5月底，她在上環開設瑜伽中心「Here We Glow studio」，主力發展瑜伽事業。
2022年，廖與何泳芍、胡美貽及陳若思合作拍攝真人秀節目《港女野人》。四位主持會到香港不同地方進行戶外活動。

## 事件

### 前任男友墮樓身亡
2020年12月2日，廖慧儀前任男友張家俊（Sam）（1993年7月4日出生）疑因為情所困，從油麻地渡船街與文匯街交界的文華樓天台墮下身亡，終年27歲，輕生前半小時曾透過 Instagram 上載遺言；後來其電腦上的千字遺書曝光，內容均牽涉廖氏。她接獲傳媒詢問則就事件回應「唔得閒，唔好意思（沒空，不好意思）」，並立刻封鎖社交網站留言功能。死者胞妹曾指自己聯絡廖慧儀告知噩耗，但沒得到回覆。據悉，廖慧儀稱身體不適而向無綫電視告假，缺席當日舉行的《再見2020》節目記者會，原定12月5日在《歡樂滿東華》節目裡的空中瑜珈表演環節遭取消之外，連帶另一位肇事者孔德賢也被網民謾罵和指責。
同日八小時後，廖慧儀使用 Instagram 私信功能回覆 Sam 胞妹，首句並非慰問 Sam 家人，而是問：「公開遺言係 Sam 嘅意願？」Sam 胞妹回覆：「that’s what you care」。廖慧儀回答：「因為呢篇嘢，佢一早打好咗，11 月嘅時候，佢正（剩）係比（畀）咗我一位好朋友，我好朋友11月收到，佢無提起無比（畀）我睇過，呢幾個月辛苦你，好好照顧自己同屋企。」。而 Sam 胞妹就向傳媒直指其態度冷淡，家人對此覺得心淡。事件令廖慧儀形象再次下滑，也令無綫電視暫時擱置讓她加入TVB娛樂新聞台擔任主播；其《歡樂滿東華》中的武術表演只是早一日錄影片段，並非現場直播。直至2021年11月，她才開始回復演藝工作。

## 演出作品

### 電視劇
| 首播     | 劇名     | 角色       |
| 無綫電視 |          |            |
| 2022年   | 青春本我 | 葉坤前女友 |
| 2024年   | 黑色月光 | 青年余滿月 |
| 2025年   | 奪命提示 | 方曉慧     |

### 主持節目
| 首播         | 節目名                  | 備註                                                         |
| 無綫電視J2台 |                         |                                                              |
| 2022年至今   | 關注關注組              | 與鄧梓峰、伍韻婷、何泳芍、黃嘉雯、譚焯升、施焯日、蔡景行合作 |
| 2022年       | 開火                    | 與張寶兒、楊尚友、施焯日、林沚羿、林俊其、王虹茵合作         |
| 2022年       | 港女野人                | 與胡美貽、何泳芍及陳若思合作                                 |
| 2023年       | 趁而家去大馬偷食...譜！ | 與伍韻婷合作                                                 |

### 網上直播節目
| 首播     | 節目名                              | 備註   |
| 無綫電視 |                                     |        |
| 2020年   | 2020香港小姐競選 — 第一輪網上面試   | 參賽者 |
| 2020年   | 2020香港小姐競選 — 港姐現真身面試   | 參賽者 |
| 2020年   | 2020香港小姐競選 — 第二輪面試       | 參賽者 |
| 2020年   | STAY HOME·見營養師                  | 參賽者 |
| 2020年   | Queen of Posing                     | 參賽者 |
| 2020年   | 2020香港小姐競選 — 公布海外入圍佳麗 | 參賽者 |
| 2020年   | 我和港姐有個約會                    | 參賽者 |
| 2020年   | 2020香港小姐競選 — 公布15強入圍名單 | 參賽者 |
| 2020年   | 2020香港小姐競選 — 公布12強入圍名單 | 參賽者 |
| 2020年   | 決賽佳麗誕生                        | 參賽者 |

### 綜藝節目
| 首播     | 節目名                          | 備註                 |
| 無綫電視 |                                 |                      |
| 2020年   | 我和港姐有個約會                | 參賽者               |
| 2020年   | #後生仔傾吓偈                     | 參賽者               |
| 2020年   | 港姐有問題                      | 參賽者               |
| 2020年   | 港姐見工有問題                  | 參賽者               |
| 2020年   | 姊妹淘                          | 第四輯 第169集嘉賓   |
| 2020年   | 2020香港小姐競選決賽            | 參賽者               |
| 2020年   | #後生仔睇完港姐傾偈             | 參賽者               |
| 2020年   | 萬千星輝賀台慶                  | 固定演出             |
| 2020年   | 歡樂滿東華                      | 固定演出             |
| 2021年   | 流行都市                        | 固定演出             |
| 2021年   | 萬千星輝賀台慶                  | 固定演出             |
| 2021年   | 歡樂滿東華                      | 固定演出             |
| 2022年   | J2再出世                        | 固定演出             |
| 2023年   | 開心無敵獎門人 獎門人秋季感謝祭 |                      |
| 2023年   | 我要瞓鬥                        | 與陳國麟一組的參賽者 |

## 曾獲獎項與提名
| 年份   | 獎項                                   | 結果 |
| 2020年 | 2020年度香港小姐競選「記憶女皇」       | 獲獎 |
| 2020年 | 2020年度香港小姐競選「智慧女皇」       | 獲獎 |
| 2022年 | 萬千星輝頒獎典禮2022「飛躍進步女藝員」 | 提名 |

## 外部連結
- 廖慧儀的Instagram帳戶
- 廖慧儀的Facebook專頁